# Луконоя
Луконоя — ручей в России, протекает по территории Гирвасского сельского поселения Кондопожского района Республики Карелии. Длина ручья — 3,5 км.

## Общие сведения
Ручей берёт начало на территории посёлка Гирвас.
Устье ручья находится в 1 км по правому берегу Пионерного канала на высоте 72 м над уровнем моря.
Код объекта в государственном водном реестре — 01040100212202000014833.